# چهارطاقی سنگبر
چهارطاقی سنگبَر یا چهارطاقی سنگور مربوط به دوره تیموریان است و در شهرستان مشهد، بخش مرکزی، روستای سنگبر واقع شده و این اثر در تاریخ ۱۷ مرداد ۱۳۸۳ با شمارهٔ ثبت ۱۱۰۱۸ به‌عنوان یکی از آثار ملی ایران به ثبت رسیده‌است.
این بنا به نام چهارطاقی سنگور نیز شناخته می‌شود و در بخش رضویه و در ۱۸ کیلومتری شمال شرقی شهر مشهد قرار دارد. 

### معماری بنا
معماری بنا مشتمل بر اتاقی است چهار ضلعی که هر ضلع آن بیش از ۶ متر طول داشته و گنبدی نسبتاً کم خیز و مدور بر فراز آن قرار گرفته‌است. ساختار بنا در نمای بیرونی شامل چهار درگاهی به صورت طاق دار بوده که به دلیل وضعیت فعلی تشخیص ورودی اصلی ممکن نیست شالوده و بنیان چهارطاقی بر روی سنگ ایجاد گردیده‌است. بقایای نوعی آجر چینی جناغی در نمای بیرونی و شواهد معماری بر جای مانده نشان دهنده سبک و سیاق معماری دوران تیموری است.